# Max jongleur par amour
Max jongleur par amour est un court métrage français muet réalisé par Max Linder en 1912.

## Fiche technique
- Réalisation : Max Linder
- Production : Pathé Frères
- Format : Noir et blanc — 35 mm — 1,33:1 — film muet
- Durée : 7 minutes

## Distribution
- Max Linder : Max